# Maurice Halbwachs

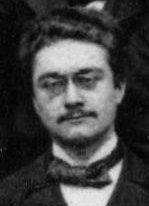
Maurice Halbwachs

Maurice Halbwachs, född 11 mars 1877 i Reims, död 16 mars 1945 i Buchenwald, var en fransk sociolog, psykolog och statistiker.

## Hans liv
Maurice Halbwachs far var katolik och lärare från Alsace, som sedermera flyttade till Paris, där Maurice Halbwachs kom att växa upp i en kultiverad liberal miljö. Hans familj var hängiven den tredje franska republiken. Maurice Halbwachs studerade på École normale supérieure i Paris, ett starkt fäste för dreyfusarderna. Han var själv dreyfusard, och det var här han anslöt sig till Jean Jaurès socialistiska parti. Därefter fick han en lärartjänst vid universitetet i Göttingen 1904. År 1911 skrev han en artikel i L’Humanité om polisbrutalitet vid en demonstration i Berlin. Han utvisades på grund av den och åkte då till Wien för att sedan återvända till Frankrike. Under första världskriget fick han frisedel, men kom att tjänstgöra i försvarsdepartementet med organisering av krigsindustrin.
Efter kriget fick han en tjänst vid universitetet i Caen och strax därefter vid universitetet i Strasbourg, som då nyss övergått från att vara tyskt till att bli franskt. Universitetet kännetecknades av tvärvetenskaplighet och öppenhet, mer än traditionsbundenhet. Det var här Maurice Halbwachs hade ett fruktbart utbyte med historikerna Lucien Febvre, Marc Bloch och Georges Lefèvre samt psykologen Charles Blondel.
När Maurice Halbwachs var 58 år kallades han till en lärostol vid Sorbonne. Han fick utmärkelser av alla de slag, blev medlem i det konservativa Académie des sciences morales et politiques och vice ordförande i franska psykologiska sällskapet. Kort före sin död erhöll han en lärostol i kollektiv psykologi vid Collège de France.
År 1940 begick Maurice Halbwachs svåger självmord på grund av den vanära kapitulationen för Hitlers trupper medförde. Under Vichyregimen mördades hans judiska svärföräldrar av regimens franska milis och tyska Gestapo; hans svärfar var Victor Basch, en betydande figur inom estetik vid Sorbonne samt ledare för en medborgarrättsorganisation. Maurice Halbwachs åkte personligen till Lyon för att utröna omständigheterna kring deras död. Han arresterades emellertid genast och skickades till koncentrationslägret Buchenwald, där han dog kort före krigsslutet.

## Hans arbete
Maurice Halbwachs var Durkheims elev, även om han i sin ungdom hade Henri Bergson som lärare. Efter Bergson, Durkheim och vännen François Simiand påverkades Halbwachs av kollegerna i psykologi och historia vid universitetet i Strasbourg.
Maurice Halbwachs var mer konsiliär till sin natur än den polemiske Durkheim. Han var inte heller en ortodox durkheimian, även om han beundrade sin lärare. Han vidareutvecklade teorierna, och man kan spåra ett visst inflytande från Bergsons filosofiska individualism i dem. Han var den förste franske sociologen att uppfatta betydelsen hos utländska kolleger som Max Weber, Vilfredo Pareto, Thorstein Veblen och Joseph Schumpeter. Därför utvecklades inte hans teorier, framför allt inom vetenskapssociologi, bara ur fransk miljö.

### Kollektivt minne
Maurice Halbwachs är mest känd för begreppet kollektivt minne, om minnets sociala ramar. Halbwachs utgick från att minnet är ett socialt faktum som är strukturerat och understött av de sociala grupper som en aktör har ingått i under livsförloppet. Individen minns genom att mentalt rekonstruera de sociala grupper som utgjorde ramarna inom vilka handlingarna ägde rum. Eftersom rekonstruktionen äger rum i samtiden, påverkas den också starkt av samtida sociala strukturer. Minnet blir därför hårt strukturerat av och samtidigt funktionellt för vår nuvarande gruppmedlemskap. Underförstått kommer detta också att kunna öppna för olikheter, och därmed också konflikter, mellan olika gruppers tolkningar av minnet.